# Lagen om likabehandling
Lagen (2001:1286) om likabehandling av studenter vid högskolan är en numera upphävd svensk lag som infördes den 1 juli 2001. Lagen upphävdes den 1 januari 2009, då den ersattes av diskrimineringslagen (2008:567), som fick ersätta många av de tidigare lagar som på det civilrättsliga området reglerade diskriminering, däribland till exempel jämställdhetslagen (1991:433) och lagen (2003:307) om förbud mot diskriminering.

## Betydelse
Lagen var inriktad på det svenska högskoleområdet och gällde högskoleutbildningar som bedrevs vid universitet eller högskola, med staten, kommunen eller landstinget som huvudman, samt vid enskilda utbildningsanordnare med examenstillstånd enligt lagen (1993:792) om tillstånd att utfärda vissa examina.
I den förbjöds diskriminering p.g.a. könstillhörighet, etnisk tillhörighet, religion eller annan trosuppfattning, sexuell läggning samt funktionshinder. Lagen förbjöd direkt diskriminering och indirekt diskriminering, trakasserier, repressalieförbud (mot eleven som anmält högskolan) samt instruktion eller befallning att diskriminera någon.
I lagen fanns en rad aktiva åtgärder som en högskola bör ta för att förebygga och förhindra trakasserier. Bl.a. skulle en högskola varje år upprätta en plan med översikt på de åtgärder som behövdes för att främja studenters lika rättigheter, samt en redogörelse för vilka av dessa som skulle arbetas med under året. En redovisning av hur åtgärderna genomförts skulle sedan tas upp i nästa års plan. I den nya diskrimineringslagen tas även dessa åtgärder upp, nu under avsnittet som riktas till utbildningsanordnare.

## Skadestånd
Den som dömdes enligt lagen, vilket i detta fall kunde vara staten, kommunen eller landstinget som var huvudman för högskolan eller annan utbildningsanordnare, kunde få betala skadestånd till den drabbade. Om det ansågs skäligt kunde skadeståndet sättas ner eller helt falla bort, enligt lag (2003:311). Överklagan skedde hos Överklagandenämnden.

## Tillämpning
Lagen ledde till tre fällande domar mellan 2001 och 2009: på Uppsala universitet gällande etnisk kvotering till juristlinjen, samt i Örebro och Karlstad gällande könskvotering på vårdutbildningen.